# Trn (Slivno)
Trn is een plaats in de gemeente Slivno in de Kroatische provincie Dubrovnik-Neretva. De plaats telt 221 inwoners (2001).